# Guillaume Briçonnet
Guillaume Briçonnet   (Tours, 1445 - Narbona, 14 de desembre de 1514), també conegut com Guillaume IV Briçonnet o Guillaume Briçonnet du Plessis-Rideau, fou un cardenal i bisbe francès. Senyor de Plessis-Rideau, va rebre el sobrenom de "el cardenal de Saint-Malo", "el cardenal de Reims" o "el cardenal de Narbona", segons la seu episcopal que ocupava en determinat moment.

## Biografia
Era fill de Jean Briçonnet, un comerciant que va fer fortuna gràcies al rei Lluís XI. Va esdevenir oficial de la Corona de França i va ocupar la funció de general de finances del Llenguadoc amb Lluís XI, i superintendent amb Carles VIII, del qual va ser conseller.
Es va casar amb Raoulette de Beaune i tingueren cinc fills, dols dels quals esdevingueren bisbes.
A la mort de la seva dona (1487) es va ordenar. Va ser nomenat conseller d'Anna de Beaujeu, regent de França el 1488. El 1493 va ser nomenat bisbe de Saint-Malo, càrrec que va ocupar fins a la seva mort, i abat comendatari de les abadies de Saint-Aubin, de Saint-Nicolas a la diòcesi d'Angers i de la de Grandmont de 1496 a 1507.
Recomanat per Lluís XI al seu successor, va ser nomenat secretari d'Hisenda. Ministre d'estat de Carles VIII, va ser segons el seu consell que va emprendre la guerra italiana de 1494-1498 durant la qual va rebre la porpra del cardenal del papa Alexandre VI, amb el títol de Santa Pudenziana. El mateix any va esdevenir administrador apostòlic de Nimes, després de la qual cosa, el 1497, va succeir al seu germà Robert a l'arquebisbat de Reims, i en qualitat d'arquebisbe d'aquesta ciutat i segons la tradició, el 1498 va coronar el rei Lluís XII de França.
Paral·lelament se li va assignar l'administració de la diòcesi de Toló, que va ocupar fins al 1501, deixant-la després al seu fill Denis. El 1504 esdevingué abat comendatari de l'Abadia de Saint-Germain-des-Prés, càrrec que va ocupar fins al 1507, quan el deixà al seu fill Guillem.
El 1507 deixà el càrrec d'arquebisbe de Reims i esdevingué arquebisbe de Narbona i el mateix any esdevingué cardenal bisbe d'Albano, càrrec que abandonà al cap d'un any optant per la seu suburbicària de Frascati i després de nou per la de Palestrina. Mentrestant el 1507 havia estat nomenat tinent general del rei pel Llenguadoc.
El 1511 la seva participació en el Concili de Pisa, convocat pel cardenal dissident Bernardino López de Carvajal, li valgué la deposició com a cardenal bisbe i l'excomunió del papa Juli II. Amb l'ascens al tron papal del papa Lleó X, el 1514 va rebre el perdó papal i la reincorporació al títol de cardenal bisbe però va morir poc després.
Mecenes, se li van dedicar nombroses obres literàries en forma de panegíric, tant que va rebre el sobrenom d'Oraculum regis i Regni columna.